# 안톤 디프링
안톤 디프링(독일어: Anton Diffring, 1918년 10월 20일~1989년 5월 19일)은 독일의 배우이다.

## 작품 목록

### 영화
- 페이스레스 (1988년)
- 전쟁의 폭풍 (1983년)
- SAS 산살바도르 (1982년)
- 터스크(영어판) (1980년)
- 히틀러의 아들 (1978년)
- 몬타나의 황금요새 (1976년)
- 스위스의 음모 (1975년)
- 새벽의 7인 (1975년)
- 더 비스트 머스트 다이 (1974년)
- 볼사리노 2 (1974년)
- 데이 더 크라운 크라이드 (1972년)
- 카운터포인트 (1968년)
- 독수리 요새 (1968년) - SS-Standartenfuhrer 크레이머 역
- 더블 맨 (1967년)
- 화씨 451 (1966년) - 페이비언 역
- 대야망 (1966년)
- 텔레마크 요새의 영웅들 (1965년)
- 서커스 오브 호러 (1960년)
- 리치 포 더 스카이 (1956년)
- 콜디츠 스토리 (1955년)
- 나는 카메라 (1955년)
- 더 씨 쉘 낫 해브 뎀 (1954년)
- 네버 렛 미 고 (1953년)
- 엘버트 R.N. (1953년)